# Платтлинг
Пла́ттлинг (нем. Plattling) — город и городская община в Германии, в Республике Бавария.
Община расположена в правительственном округе Нижняя Бавария в районе Деггендорф. Население составляет 12 746 человек (на 31 декабря 2010 года). Занимает площадь 35,90 км². Официальный код — 09 2 71 146.
Город и городская община подразделяется на 13 городских районов.

## Население
По оценке на 31 декабря 2015 года население общины Платтлинг составляет 12 913 чел. 

| Дата      | 1840 | 1871 | 1900 | 1925 | 1939 | 1950  | 1961  | 1970  | 1987  | 2011  |
| --------- | ---- | ---- | ---- | ---- | ---- | ----- | ----- | ----- | ----- | ----- |
| Население | 2045 | 2784 | 4947 | 6999 | 7492 | 11453 | 10415 | 10256 | 10404 | 12206 |

| Год       | 1960 | 1970  | 1980  | 1990  | 2000  | 2009  | 2010  | 2011  | 2012  | 2013  | 2014  | 2015  |
| --------- | ---- | ----- | ----- | ----- | ----- | ----- | ----- | ----- | ----- | ----- | ----- | ----- |
| Население | 9681 | 10271 | 10363 | 10965 | 12062 | 12673 | 12746 | 12280 | 12401 | 12544 | 12799 | 12913 |